# Iranie à gorge blanche

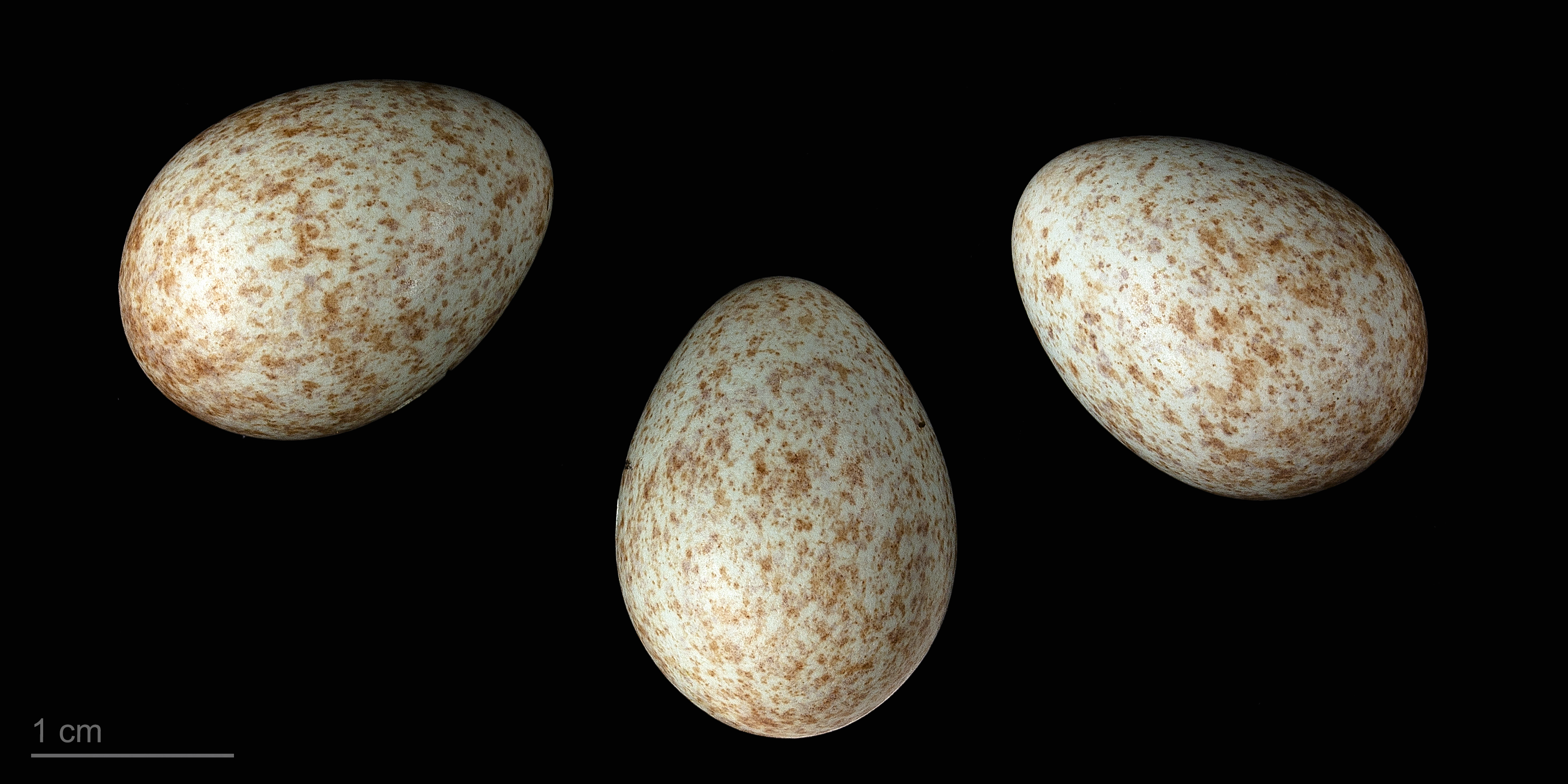
Irania gutturalis - MHNT

Irania gutturalis
Genre
Espèce
Statut de conservation UICN

 LC  : Préoccupation mineure
L'Iranie à gorge blanche (Irania gutturalis) est une espèce de passereaux de la famille des Muscicapidae, la seule représentante du genre Irania.

## Répartition
Cet oiseau niche en Asie du Sud-Ouest (de la Turquie à l'Afghanistan) et hiverne en Afrique de l'Est.
Elle est accidentelle en Europe de l'ouest et du nord. Le seul repérage en Europe centrale concerne un chanteur en mai 2000 en Engadine (Suisse).